# Lista primarilor din Zalău
Aceasta este lista primarilor din Zalău:
- Iulian Andrei Domșa [1]